# Karl Heinrich Rumschöttel
Karl Heinrich Rumschöttel (* 7. Mai 1818 in Trier; † 7. November 1871 in Alt-Saarbrücken) war ein deutscher Jurist und Bürgermeister von St. Johann (Saar) (1868–1871).

## Herkunft und Ausbildung
Sein Vater war Johann August Rumschöttel (* 1786), Regierungsregistrator, Hofrat und später Direktor des Trierer Landarmenhauses, seine Mutter Henriette Erhardina Ernestina (* 1791), geb. Diedrich. Karl, das älteste der fünf 1840 genannten Kinder des Ehepaars (Carl, Hermann, Mathilde, Louise und August), besuchte bis zum Abitur 1836 das „Gymnasium zu Trier“. Danach begann er ein rechtswissenschaftliches Studium, zunächst 1836 und 1837 an der Rheinischen Friedrich-Wilhelms-Universität in Bonn.

## Juristische Karriere
Nach Abschluss seines Studiums erfolgte am 20. Januar 1842 seine Ernennung zum Referendar beim Landgericht Trier. Der Landgerichts-Referendar wurde „mit dem Dienstalter“ vom 10. Juni 1845 dann zum Landgerichts-Assessor ernannt. Im Herbst 1847 wurde er Vorsitzender des Friedensgerichtes Neuerburg in der Eifel, zum 17. August 1860 Landgerichtsrat am Landgericht Trier. Seine Versetzung an das Landgericht Saarbrücken erfolgte im Jahr 1865.

## Öffentliche Ämter
Durch den plötzlichen, gesundheitsbedingten Amtsverzicht von Karl Karcher wurde die Stelle eines Berufsbürgermeisters in der Sankt Johanner Stadtverwaltung vakant. Am 5. Oktober 1868 stellte sich Rumschöttel der Wahl durch die Stadtverordneten, am 4. November 1868 wurde seine Wahl bestätigt. Es folgte seine Freistellung vom Justizdienst am 8. November 1868. Zum 28. Dezember 1868 wurde er in das Bürgermeisteramt eingeführt.

## Familie
Karl heiratete die aus Stettin stammende Antonie geb. Rumschöttel (* 16. Februar 1820), mit der er die Zwillinge Franz Ludwig und Karl August (* 12. Dezember 1851 in Trier) sowie wenigstens ein weiteres Kind, Karl Rudolf (* 23. August 1862 in St. Barbara), hatte. Der St. Wendeler Landrat Karl Hermann Rumschöttel war sein jüngerer Bruder.